# 阿尔蒙德·希尔
阿尔蒙德·G·希尔（英語：Armond G. Hill，1953年3月31日—），美国NBA联盟前职业篮球运动员。他在1976年的NBA选秀中第1轮第9顺位被亚特兰大鹰选中。